# Hendrik Reiher
Hendrik Reiher (født 25. januar 1962 i Eisenhüttenstadt) er en tysk tidligere roer, olympisk guldvinder og tredobbelt verdensmester.

## Karriere

### Roning
Reiher roede som styrmand i flere forskellige bådtyper. Hans første store resultat kom, da han var med til at vinde VM-sølv som junior for DDR i 1981 i toer uden styrmand, en bedrift han gentog året efter. Som senior begyndte han i den østtyske otter, som han var med til at vinde VM-sølv med i både 1983. I 1985 roede han firer med styrmand og vandt her VM-bronze, mens han i samme båd var med til at blive verdensmester i 1986 og 1987.
Båden med Reiher var derfor blandt favoritterne ved OL 1988 i Seoul. Bådens øvrige besætning var Frank Klawonn, Bernd Eichwurzel, Bernd Niesecke og Karsten Schmeling, den helt samme besætning, der blev verdensmestre de to år forinden. Båden vandt sit indledende heat (i ny olympisk rekord) og sit semifinaleheat, og i finalen var østtyskerne overlegne og vandt guld med næsten tre sekunder ned til den rumænske båd på andenpladsen, mens New Zealand sikrede sig bronze.
I 1990 blev østtyskerne igen verdensmestre.
Ved OL 1992 i Barcelona var han (efter Tysklands genforening) med i den fællestyske firer med styrmand, hvor denne disciplin for sidste gang var på det olympiske program. Den tyske besætning bestod ud over Reiher af Uwe Kellner, Thoralf Peters, Karsten Finger og Ralf Brudel, og de kvalificerede sig til finalen som vindere af deres indledende heat. I finalen kunne de dog ikke følge med den rumænske båd, der satte olympisk rekord, men med en tid knap et sekund langsommere sikrede tyskerne sig dog sølvet næsten tre sekunder foran polakkerne, der fik bronze. Dette OL blev Brudels sidste store internationale konkurrence. Gennem karriere vandt han ud over de internationale medaljer desuden tolv østtyske samt to fællestyske mesterskaber.

### Videre karriere
Reiher studerede idræt ved Deutsche Hochschule für Körperkultur i Leipzig. Efter den tyske genforening kom han til at arbejde i Deutsche Kreditbank AG.

## OL-medaljer
- 1988:  Guld i firer med styrmand
- 1992:  Sølv i firer med styrmand